# نيل سنو
نيل سنو (بالإنجليزية: Neil Snow)‏ هو لاعب كرة قدم أمريكية أمريكي، ولد في 10 نوفمبر 1879 في ديترويت في الولايات المتحدة، وتوفي في 22 يناير 1914.